# Heinrich Barbl
Heinrich Barbl, född 3 mars 1900 i Sarleinsbach, dödsår okänt (inte före 1965), var en tysk SS-Rottenführer. Inom ramen för Nazitysklands så kallade eutanasiprogram Aktion T4 tjänstgjorde han vid anstalterna Grafeneck och Hartheim. I förintelselägren Bełżec och Sobibór, som ingick i Operation Reinhard, installerade han gasrör i gaskamrarna.
Han vittnade i Linz, Österrike, den 6 september 1965. Inget mer är känt om hans vidare liv och död.

### Webbkällor
- ”Biographies of SS-men” (på engelska). Sobiborinterviews.nl. Arkiverad från originalet den 7 juni 2013. https://www.webcitation.org/6HCrTKPaj?url=http://www.sobiborinterviews.nl/en/extermination-camp/biographies-of-ss-men. Läst 7 juni 2013.